# Nslookup
nslookup (англ. name server lookup пошук на сервері імен) — утиліта, що надає користувачеві інтерфейс командного рядка для звернення до системи DNS. Дозволяє задавати різні типи запитів і опитувати довільно вказані сервери. Її аналогом є утиліти host і dig. Розроблена у складі пакету BIND (для UNIX-систем).
Утиліта адаптована для Windows безпосередньо фірмою Microsoft і йде в комплекті з операційною системою.
nslookup працює в інтерактивному або неінтерактивному режимі. 

## Приклад неінтерактивного режиму
```
$ nslookup wikipedia.org

Server: 192.168.1.2
Address: 192.168.1.2#53 

Non-authoritative answer:
Name: wikipedia.org
Address: 208.80.152.2
```

## Приклад інтерактивного режиму
```
nslookup
>
 
server
 
1
.1.1.1
Default
 
server:
 
1
.1.1.1
Address:
 
1
.1.1.1#53
>
 
wikipedia.org
Server:
		
1
.1.1.1
Address:
	
1
.1.1.1#53

Non-authoritative
 
answer:
Name:
	
wikipedia.org
Address:
 
91
.198.174.192

```

В інтерактивному режимі можливо легко порівнювати відповіді різних серверів, наприклад, після оновлення інформації про домен (зони). 
Для цього спочатку перевіряємо який сервер зараз налаштовано , потім перемикаємо на інший сервер та запитуємо інший сервер.

## Приклад перевірки відповіді різних DNS серверів
```
nslookup
>
 
server
Default
 
server:
 
127
.0.0.1
Address:
 
127
.0.0.1#53

>
 
server
 
1
.1.1.1
Default
 
server:
 
1
.1.1.1
Address:
 
1
.1.1.1#53
>
 
wikipedia.org
Server:
		
1
.1.1.1
Address:
	
1
.1.1.1#53

Non-authoritative
 
answer:
Name:
	
wikipedia.org
Address:
 
91
.198.174.192
>
 
server
 
8
.8.8.8
Default
 
server:
 
8
.8.8.8
Address:
 
8
.8.8.8#53
>
 
wikipedia.org
Server:
		
8
.8.8.8
Address:
	
8
.8.8.8#53

Non-authoritative
 
answer:
Name:
	
wikipedia.org
Address:
 
91
.198.174.192

```

## Приклад як запитати про MX (mail exchange) запис в інтерактивному режимі
```
nslookup
>
 
set
 
q
=
MX
>
 
wikipedia.org
Server:
		
10
.1.0.252
Address:
	
10
.1.0.252#53

Non-authoritative
 
answer:
wikipedia.org
	
mail
 
exchanger
 
=
 
10
 
mx1001.wikimedia.org.
wikipedia.org
	
mail
 
exchanger
 
=
 
50
 
mx2001.wikimedia.org.

Authoritative
 
answers
 
can
 
be
 
found
 
from:
mx1001.wikimedia.org
	
internet
 
address
 
=
 
208
.80.154.76
mx1001.wikimedia.org
	
has
 
AAAA
 
address
 
2620
::861:3:208:80:154:76
mx2001.wikimedia.org
	
internet
 
address
 
=
 
208
.80.153.45
mx2001.wikimedia.org
	
has
 
AAAA
 
address
 
2620
::860:2:208:80:153:45

```